# Colômbia nos Jogos Pan-Americanos de 2011
A Colômbia participou dos Jogos Pan-Americanos de 2011 em Guadalajara, no México. O país esteve presente em todas as edições de Jogos Pan-Americanos.

## Medalhas
| Atleta                              | Esporte              | Prova                              | Medalha |
| ----------------------------------- | -------------------- | ---------------------------------- | ------- |
| Hector Paez                         | Ciclismo             | Cross-country masculino            | Ouro    |
| Óscar Figueroa                      | Levantamento de peso | Até 62 kg masculino                | Ouro    |
| Mercedes Perez                      | Levantamento de peso | Até 69 kg feminino                 | Ouro    |
| Ubaldina Valoyes                    | Levantamento de peso | Até 75 kg feminino                 | Ouro    |
| María Luisa Calle                   | Ciclismo             | Estrada contra o relógio feminino  | Ouro    |
| Marlon Alirio Perez                 | Ciclismo             | Estrada contra o relógio masculino | Ouro    |
| Sergio Rada                         | Levantamento de peso | Até 56 kg masculino                | Prata   |
| Carlos Andica                       | Levantamento de peso | Até 85 kg masculino                | Prata   |
| Jackeline Heredia                   | Levantamento de peso | Até 58 kg feminino                 | Prata   |
| Nisida Palomeque                    | Levantamento de peso | Até 63 kg feminino                 | Prata   |
| Daniel Pineda                       | Tiro com arco        | Simples masculino                  | Bronze  |
| Santiago Mejia Jaime Gomez          | Boliche              | Duplas masculinas                  | Bronze  |
| Anggie Ramirez Maria Jose Rodriguez | Boliche              | Duplas femininas                   | Bronze  |
| Ingrid Johana Hernandez             | Atletismo            | 20 km marcha atlética feminina     | Bronze  |
| Diego Salazar                       | Levantamento de peso | Até 62 kg masculino                | Bronze  |
| Doyler Sanchez                      | Levantamento de peso | Até 69 kg masculino                | Bronze  |
| Katherine Mercado                   | Levantamento de peso | Até 48 kg feminino                 | Bronze  |
| Lina Rivas                          | Levantamento de peso | Até 58 kg feminino                 | Bronze  |

## Desempenho

### Atletismo
Masculino
Campo
| Atletas       | Evento          | Final  | Final |
| Atletas       | Evento          | Res.   | Pos.  |
| ------------- | --------------- | ------ | ----- |
| Wagner Miller | Salto em altura | 2m18cm | 9º    |

Feminino
| Atleta                  | Prova                 | Elim. | Elim. | Semifinal | Semifinal | Final   | Final |
| Atleta                  | Prova                 | Tempo | Pos.  | Tempo     | Pos.      | Tempo   | Pos.  |
| ----------------------- | --------------------- | ----- | ----- | --------- | --------- | ------- | ----- |
| Eli Moreno              | Arremesso de martelo  |       |       |           |           | 59m23cm | 12º   |
| Ingrid Johana Hernandez | 20 km marcha atlética |       |       |           |           | 1:34:06 |       |
| Arabelly Orjuela        | 20 km marcha atlética |       |       |           |           | 1:36:50 | 6º    |

### Boliche
Duplas
| Atletas                             | Evento    | 1ª série | 1ª série | Final | Final |
| Atletas                             | Evento    | Res.     | Pos.     | Res.  | Pos.  |
| ----------------------------------- | --------- | -------- | -------- | ----- | ----- |
| Santiago Mejia Jaime Gomez          | Masculino | 2.400    | 5º       | 4.856 |       |
| Anggie Ramirez Maria Jose Rodriguez | Feminino  | 2.371    | 2º       | 4.851 |       |

### Ciclismo

#### Estrada
| Atleta              | Evento                             | Final    | Final   |
| Atleta              | Evento                             | Tempo    | Posição |
| ------------------- | ---------------------------------- | -------- | ------- |
| María Luisa Calle   | Corrida em estrada feminino        | 2:18:23  | 5º      |
| Luz Tovar           | Corrida em estrada feminino        | 2:18:23  | 19º     |
| Serika Guluma       | Corrida em estrada feminino        | 2:18:29  | 24º     |
| Ivan Mauricio Casas | Estrada contra o relógio masculino | 51:21.13 | 7º      |
| Marlon Alirio Perez | Estrada contra o relógio masculino | 49:56.93 |         |
| Adrianna Tovar      | Estrada contra o relógio feminino  | 28:49.69 | 8º      |
| Maria Luísa Calle   | Estrada contra o relógio feminino  | 28:04.82 |         |

#### Moutain Bike
| Atleta      | Evento                  | Tempo   | Pos. |
| ----------- | ----------------------- | ------- | ---- |
| Laura Abril | Cross-country feminino  | 1:44:55 | 11a  |
| Hector Paez | Cross-country masculino | 1:31:12 |      |

### Levantamento de peso
Masculino
| Atleta             | Categoria      | Resultado (kg) | Resultado (kg) | Resultado (kg) | Posição |
| Atleta             | Categoria      | Arranque       | Arremesso      | Total          | Posição |
| ------------------ | -------------- | -------------- | -------------- | -------------- | ------- |
| Sergio Rada        | Até 56 kg      | 120            | 146            | 266 kg         |         |
| Francisco Mosquera | Até 56 kg      | 117            | 145            | 262 kg         | 4º      |
| Óscar Figueroa     | Até 62 kg      | 137            | 175            | 312 kg         |         |
| Diego Salazar      | Até 62 kg      | 132            | 160            | 292 kg         |         |
| Doyler Sanchez     | Até 69 kg      | 138            | 172            | 310            |         |
| Carlos Andica      | Até 85 kg      | 157            | 205            | 362 kg         |         |
| Fredy Rentería     | Mais de 105 kg | DNF            | DNF            | DNF            | DNF     |

Feminino
| Atleta            | Categoria | Resultado (kg) | Resultado (kg) | Resultado (kg) | Posição |
| Atleta            | Categoria | Arranque       | Arremesso      | Total          | Posição |
| ----------------- | --------- | -------------- | -------------- | -------------- | ------- |
| Katherine Mercado | Até 48 kg | 73             | 92             | 165 kg         |         |
| Lina Rivas        | Até 58 kg | 100            | 115            | 215 kg         |         |
| Jackeline Heredia | Até 58 kg | 96             | 120            | 216 kg         |         |
| Nisida Palomeque  | Até 63 kg | 100            | 135            | 235 kg         |         |
| Mercedes Pérez    | Até 69 kg | 101            | 131            | 232 kg         |         |
| Ubaldina Valoyes  | Até 75 kg | 113            | 137            | 250 kg         |         |

### Lutas
Livre
| Atleta         | Evento              | Oitavas de final       | Quartas de final                 | Semifinais             | Repescagem ronda 1     | Repescagem ronda 2     | Final                                        | Pos.        |
| Atleta         | Evento              | Adversário e resultado | Adversário e resultado           | Adversário e resultado | Adversário e resultado | Adversário e resultado | Adversário e resultado                       | Pos.        |
| -------------- | ------------------- | ---------------------- | -------------------------------- | ---------------------- | ---------------------- | ---------------------- | -------------------------------------------- | ----------- |
| Nelson Garcia  | Até 60 kg masculino | Bye                    | ARG Fernando Iglesias D 0-2, 1-2 | Não avançou            | Não avançou            | Não avançou            | Não avançou                                  | Não avançou |
| Edison Hurtado | Até 66 kg masculino | Bye                    | CUB Livan Lopez D 0-4, 0-4       | Não avançou            | BYE                    | BYE                    | Decisão do bronze: USA Teyon Ware D 1-1, 1-4 | Não avançou |

### Remo
| Atleta        | Prova                   | Elim.   | Elim.     | Repescagem | Repescagem | Final   | Final          |
| Atleta        | Prova                   | Tempo   | Pos.      | Tempo      | Pos.       | Tempo   | Pos.           |
| ------------- | ----------------------- | ------- | --------- | ---------- | ---------- | ------- | -------------- |
| Rodrigo Ideus | Skiff simples masculino | 9:09.23 | 6º/bat. 1 | 7:51.95    | 5º/rep. 1  | 7:13.45 | 11º/5º Final B |

### Tiro com arco
| Atleta                                             | Evento               | Qualificatória | Qualificatória | Fase de 32                 | Oitavas de final         | Quartas de final       | Semifinais               | Final                                       | Pos.        |
| Atleta                                             | Evento               | Pts.           | Pos.           | Adversário e resultado     | Adversário e resultado   | Adversário e resultado | Adversário e resultado   | Adversário e resultado                      | Pos.        |
| -------------------------------------------------- | -------------------- | -------------- | -------------- | -------------------------- | ------------------------ | ---------------------- | ------------------------ | ------------------------------------------- | ----------- |
| Daniel Pineda                                      | Individual masculino | 133            | 3º             | CHI Mario Valdes V 7-1     | CUB Hugo Franco V 7-1    | CUB Juan Stevens V 6-2 | CAN Crispin Duenas D 4-6 | Disputa pelo bronze: MEX Juan Serrano V 7-1 |             |
| Diego Torres                                       | Individual masculino | 1262           | 17º            | ESA Oscar Ticas D 2-6      | Não avançou              | Não avançou            | Não avançou              | Não avançou                                 | Não avançou |
| Daniel Pacheco                                     | Individual masculino | 1224           | 26º            | CAN Jay Lyon D 3-7         | Não avançou              | Não avançou            | Não avançou              | Não avançou                                 | Não avançou |
| Daniel Pineda Diego Torres Daniel Pacheco          | Equipes masculinas   | 3819           | 6º             |                            | BYE                      | CAN Canadá D 210-211   | Não avançou              | Não avançou                                 | Não avançou |
| Paola Ramirez                                      | Individual feminino  | 1262           | 13º            | CUB Orquidea Quesada V 6-4 | USA Kathuna Lorig V 6-5  | VEN Leidys Brito D 2-6 | Não avançou              | Não avançou                                 | Não avançou |
| Maria Echavarria                                   | Individual feminino  | 1190           | 29º            | USA Khatuna Lorig D 2-6    | Não avançou              | Não avançou            | Não avançou              | Não avançou                                 | Não avançou |
| Valentina Contreras                                | Individual feminino  | 1187           | 30º            | MEX Aida Roman D 2-6       | Não avançou              | Não avançou            | Não avançou              | Não avançou                                 | Não avançou |
| Maria Echavarria Valentina Contreras Paola Ramirez | Equipes femininas    | 3639           | 9º             |                            | PUR Porto Rico V 212-194 | MEX México D 204-215   | Não avançou              | Não avançou                                 | Não avançou |

Legenda
| Recorde mundial                  | Recorde mundial (World record)               |                       | Recorde africano                      | Recorde africano (African) |                                           | Q | Classificado por posição (Qualified) |
| Recorde dos Jogos Pan-Americanos | Recorde pan-americano (Pan-American record)  | Recorde da América    | Recorde da América (Americas)         | q                          | Classificado por melhor tempo (Qualified) |   |                                      |
| Melhor marca do ano              | Melhor marca do ano (World leading)          | Recorde asiático      | Recorde asiático (Asian)              | DNS                        | Não largou (Did not start)                |   |                                      |
| Recorde nacional                 | Recorde nacional (National record)           | Recorde europeu       | Recorde europeu (European)            | DNF                        | Não terminou (Did not finish)             |   |                                      |
| Recorde pessoal                  | Recorde pessoal do atleta (Personal best)    | Recorde da Oceania    | Recorde da Oceania (Oceania)          | DSQ / DQ                   | Desclassificado (Disqualified)            |   |                                      |
| Recorde da temporada             | Recorde da temporada do atleta (Season best) | Recorde sul-americano | Recorde sul-americano (South America) | NM                         | Sem marca (No mark)                       |   |                                      |